# Snekæde
Snekæder er et aggregat, der bliver monteret på dæk på biler for at give bedre vejgreb, når der køres i sne og is.
Snekæder monteres normalt på det sæt hjul, hvor bilen trækker. Selvom de er navngivet efter stålkæder, kan snekæder også være fremstillet af andre materialer og være udført i forskellige mønstre og styrker. Kæderne sælges som regel i par, og de skal normalt købes, så de matcher en bestemt hjulstørrelse (både diameteren og bredden på dækket), selvom nogle typer kan justeres, så de kan sætte på forskellige hjul. At køre med snekæder påvirker brændstoføkonomien negativt, og det kan også påvirke den hastighed, hvormed det er tilladt at køre, til omkring 50 km/h, men de øger samtidig vejgrebet og bryder overflader i sneklædte eller tilisede overflader. Nogle regioner kræver, at bilister anvender snekæder under nogle vejrforhold, mens andre har forbud mod brug af snekæder, da de kan ødelægge vejoverfladen.